# Maria Ventura
Maria Ventura (n. 13 iulie 1886  sau 1888 – d. 3 decembrie 1954, Paris) a fost o actriță română de origine evreiască. A jucat în limbile franceză și română. Cunoscută în România și sub numele de Mărioara Ventura, iar în Franța ca Marie Ventura.

## Biografie
S-a născut în 13 iulie 1886 sau, după alte surse, la 13 iulie 1888 ca Aristida Maria, fiică a actriței de origine evreiască Lea Fanșeta Vermont (Grünberg) dintr-o legătură romantică cu omul de teatru și scriitorul român Grigore Ventura, al cărui nume de familie l-a primit.
A studiat la Conservatorul din Paris cu Eugène Silvain și Paul Mounet. A jucat împreună cu Sarah Bernhardt și cu Eduard de Max, care au avut o mare influență asupra sa. După 1919 a jucat la Comedia Franceză, a cărei societară a devenit ulterior. A interpretat rolurile eroinelor lui Racine, Molière, Cehov, Shaw, Pirandello, Lenormand, Mauriac etc. În 1929, pe baza unei subvenții acordată de statul român, Ventura a înființat o trupă cu actori de seamă ai epocii, printre alții Aura Buzescu, Marietta Deculescu, Marietta Rareș, Maria Mohor, Silvia Dumitrescu, Leni Caler. În anul 1934, Teatrul Ventura și-a încetat activitatea. Ventura a jucat în piese de Alexandru Kirițescu, Mircea Ștefănescu etc., dând un mare imbold dramaturgiei românești. Artistă de mare sensibilitate, cu un simț ascuțit al tragicului, dotată cu o voce impresionantă și folosind o gestică elegantă, Ventura s-a înscris în șirul marilor actori români de reputație europeană.
A fost prima femeie care a pus în scenă o piesă la Comedia Franceză, anume „Ifigenia” de Racine în 1938.
Este înmormântată la Cimetière de Passy din Paris.

## Filmografie
- Le Roman d'un jeune homme riche (1909)
- L'Ensorceleuse (1910)  .... L'ensorceleuse
- Hérodiade (1910)  .... Salom
- Antar (1912)
- Quentin Durward (1912)
- Le Fils de Charles Quint (1912)
- Zaza (1913) .... Zaza
- Les Misérables - Époque 1: Jean Valjean (1913) .... Fantine Thénardier
- Les Misérables - Époque 2: Fantine (1913) .... Fantine Thénardier
- Les Misérables - Époque 3: Cosette (1913) .... Fantine Thénardier
- Les Misérables - Époque 4: Cosette et Marius (1913) .... Fantine Thénardier
- Molière, sa vie, son oeuvre (1922)
- Gibier de potence (1951) .... Consuela